# L'amour cherche un toit
Pour plus de détails, voir Fiche technique et Distribution.
L'amour cherche un toit (titre original : Standing Room Only) est un film américain réalisé par Sidney Lanfield, sorti en 1944.

## Synopsis
New York. Fabrique de jouets Todd and Co. Employée de cette société, Jane Rogers, est secrètement amoureuse de Lee Stevens, le fondé de pouvoir de l’entreprise. Mais celui-ci est fiancé à la fille du patron, Alice Todd. L’ingénieuse Jane se fait alors passer pour une secrétaire et réussit à accompagner Lee à Washington où il doit négocier un important marché. Une fois sur place, en pleine crise du logement, le vrai fondé de pouvoir et la fausse secrétaire doivent se contenter pour dormir d’une salle d’attente, puis d’un jardin public. Pour trouver un toit, le couple se fait engager comme domestiques dans une maison bourgeoise. Jane sera femme de chambre et, contre son gré, Lee devra jouer au maître d’hôtel…

## Fiche technique
- Titre : L'amour cherche un toit
- Titre original : Standing Room Only
- Réalisation : Sidney Lanfield
- Production : Paul Jones (producteur associé)
- Société de production : Paramount Pictures
- Scénario : Karl Tunberg et Darrell Ware d'après le roman d'Allan Martin
- Musique : Robert Emmett Dolan
- Photographie : Charles Lang
- Montage : William Shea
- Direction artistique : Hans Dreier et A. Earl Hedrick (en)
- Décorateur de plateau : Ray Moyer
- Costumes : Edith Head
- Assistant réalisateur : Lonnie D'Orsa
- Pays de production :  États-Unis
- Langue : anglais
- Format : Noir et blanc - Son : Mono (Western Electric Mirrophonic Recording)
- Genre : Comédie
- Durée : 83 minutes
- Dates de sortie
  - États-Unis : 7 janvier 1944
  - France : 27 septembre 1946
- Affiche : Boris Grinsson (France)

## Distribution
- Paulette Goddard : Jane Rogers / Suzanne
- Fred MacMurray : Lee Stevens / Rogers le maître d'hôtel
- Edward Arnold : T. J. Todd / Todd le maître d'hôtel
- Hillary Brooke : Alice Todd
- Roland Young : Ira Cromwell
- Anne Revere : Major Harriet Cromwell
- Clarence Kolb : Glen Ritchie
- Isabel Randolph (en) : Jane Ritchie
- Porter Hall : Hugo Farenhall
- Yvonne De Carlo : Secrétaire
- Frank Faylen : Le chauffeur de taxi
- John Hamilton : Général
- Josephine Whittell : Mlle Becker
- Lal Chand Mehra (non crédité) : Bey